# Henri Prosi
Henri Prosi (né à Metz le 23 décembre 1936, mort le 19 août 2010 à Niort) est un artiste peintre abstrait contemporain.

## Biographie
Henri Prosi est né en 1936 à Metz en Lorraine. Après une formation à l'École des Arts Appliqués, il étudie à partir de 1957 à l'école des Beaux-arts de Paris. Depuis 1963, Henri Prosi expose ses œuvres en France, Autriche, Allemagne, Japon, Belgique, Suède, Hollande et en Italie. Henri Prosi est décédé en 2010.

## Son œuvre
L'artiste joue sur la simplicité et la pureté des formes géométriques, refusant « la représentation anecdotique, l'évocation psychologique, la gesticulation ». La composition est rigoureuse, mais joue sur l’asymétrie, la fragmentation, pour exprimer une force centrifuge.

## Expositions temporaires[6]
- 1989 - 1990 - 1993 -1998 Galerie Convergence Nantes
- 2007 Château de Tours
- 2008 Couvent des Minimes, Perpignan
- 2009 Stattgalerie Klagenfurt, Autriche
- 2010 Messmer Foundation, Riegel, Allemagne
- 2010 Musée de Sens
- 2018 Galerie Lahumière Paris

## Œuvres des collections publiques[6]
- Fonds national d’Art contemporain, Paris
- Arithmeum, Bonn, Allemagne
- Fondation Leshot, Suisse
- Mondriaanshuis, Amersfoort, Pays-Bas
- Musée d’Art Contemporain, Ingolstadt, Allemagne